# Sugimoto Sonoko
Sugimoto Sonoko (japanisch 杉本 苑子; geboren 26. Juni 1925 in Tōkyō, gestorben 31. Mai 2017) war eine japanische Schriftstellerin, bekannt für ihre historischen Romane.

## Leben und Wirken
Sugimoto Sonoko machte 1947 in Tōkyō am „Bunka Gakuin“ (文化学院) im Fach Literaturwissenschaft ihren Studienabschluss. Sie bildete sich dann  unter Yoshikawa Eiji weiter.  1962 gewann sie den Naoki-Preis für ihren Roman „An den Gestaden der Einsamkeit“ (孤愁の岸, Koshū no kishi). Das ist eine Geschichte über 51 Samurai des Satsuma-Han, die 1965 Seppuku begingen, weil sie das vom Shogunat angeordnete Deichprojekt nicht fertigstellen konnten. Sugimoto hat viele historische Romane geschrieben, darunter 1977 „Takizawa Bakin“, für den sie den „Yoshikawa-Eiji-Preis“ erhielt, und 1986 „Erhabenheit des Jammertals“ (穢土荘厳, Edo shōgon), ein Roman in zwei Bänden, in dem es um die Folgen des „Nagaya-Zwischenfalls“, dem Suizid des Prinzen Nagaya (684?–729), geht. 
Sugimoto schrieb auch hervorragende Reiseliteratur, wie „Die Tempel der Asuka-Gegend“ (飛鳥路の寺, Asukaji no tera).
Weitere Preise sind der Frauenliteraturpreis 1986, die Ehrenmedaille 1987, und der Kikuchi-Kan-Preis 2002. 1996 wurde Sugimoto als Person mit besonderen kulturellen Verdiensten geehrt und 2002 mit dem Kulturorden ausgezeichnet.